# Reeth
Reeth è un paese di 750 abitanti della contea del North Yorkshire, in Inghilterra. Ci è nato l'attore Clive Russell.